# Kateryniwka (Chmelnyzkyj)
Kateryniwka (ukrainisch Катеринівка; russisch Катериновка Katerinowka, polnisch Katerynówka) ist ein Dorf im Zentrum der ukrainischen Oblast Chmelnyzkyj mit etwa 340 Einwohnern (2001).
Die Ortschaft liegt auf einer Höhe von 329 m, 5 1⁄2 km nördlich vom Gemeindezentrum Tschornyj Ostriw und 27 km nordwestlich vom Rajon- und Oblastzentrum Chmelnyzkyj.
Am 13. August 2015 wurde das Dorf ein Teil der neugegründeten Siedlungsgemeinde Tschornyj Ostriw, bis dahin bildete es die gleichnamige Landratsgemeinde Antoniwzi (Антонівська сільська рада/Antoniwska silska rada) im Nordwesten des Rajons Chmelnyzkyj.

## Geodätischer Messpunkt des Struve-Bogens

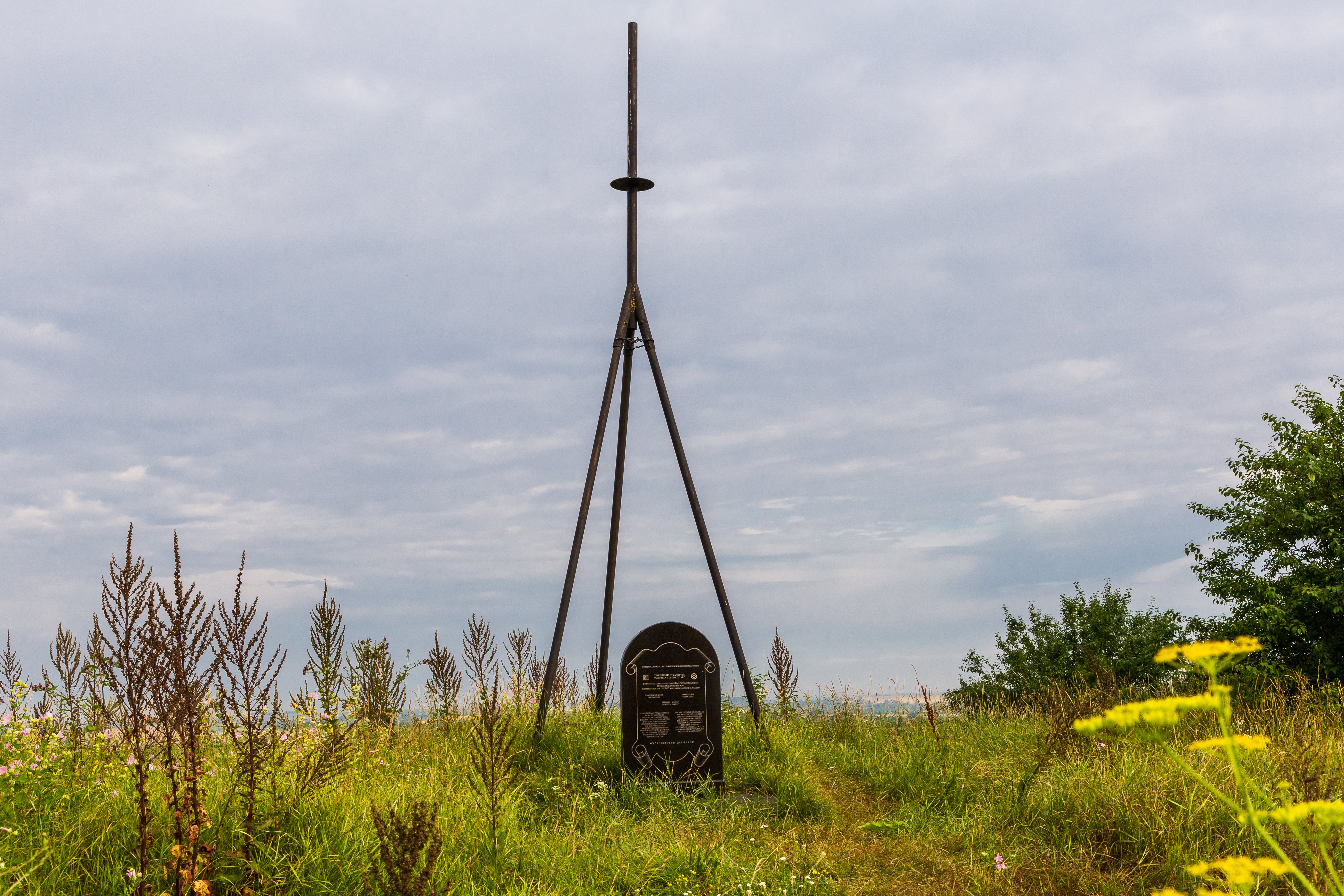
Geodätischer Punkt des Struvebogens „Katerinowka“

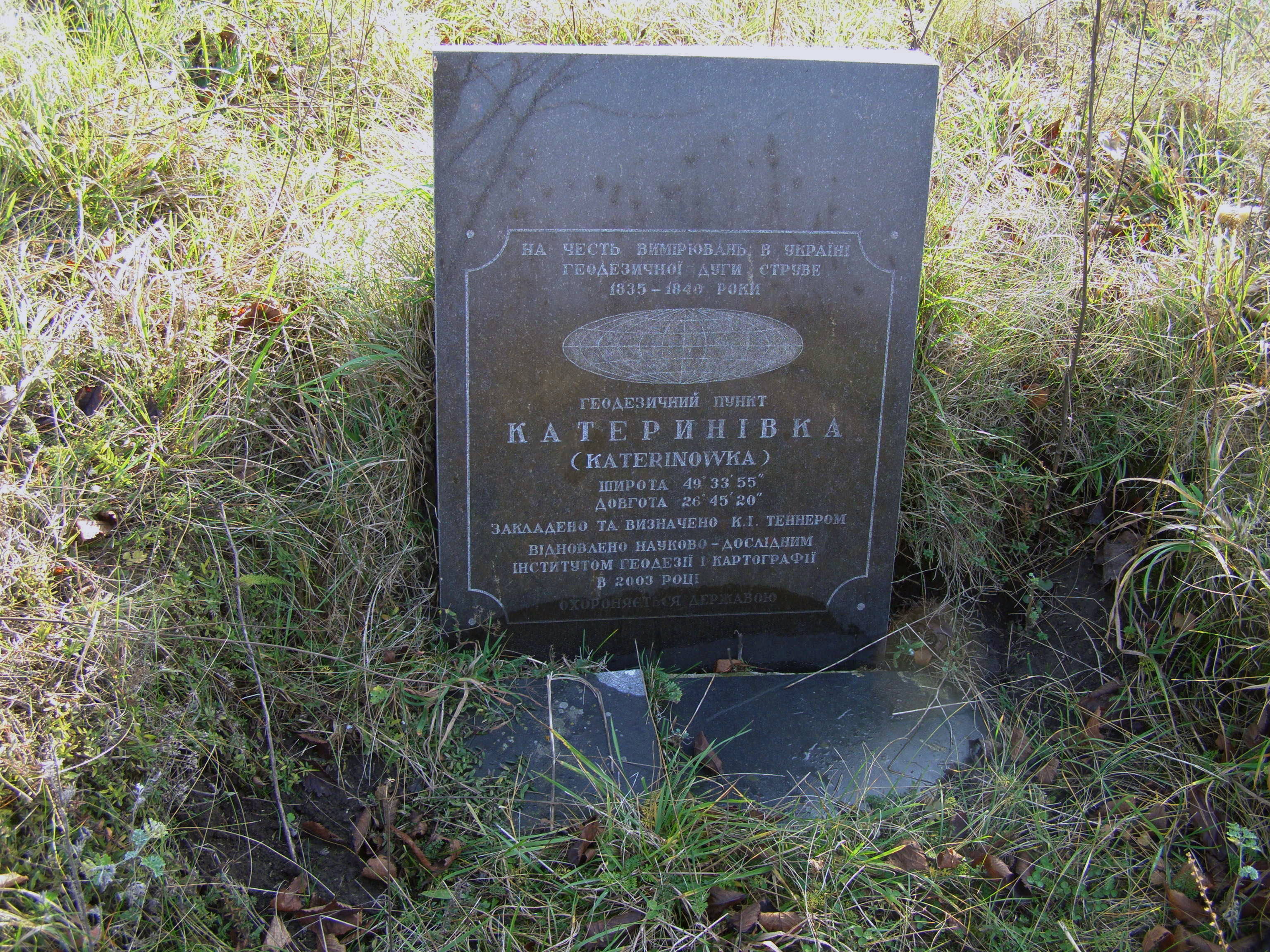
Gedenkstein Vermessungspunkt Katerinowka mit Koordinaten

Einen Kilometer nördlich vom Dorf befindet sich auf 345 m Höhe der denkmalgeschützte, geodätische Vermessungspunkt „Katerinowka“ (49° 33′ 57″ N, 26° 45′ 22″ O) des Struve-Bogens, einem UNESCO-Welterbe in der Ukraine. Carl Friedrich Tenner markierte den Punkt zwischen 1835 und 1840 während seiner Triangulation in der Provinz Podolsk mit einem Kreuz aus Ziegelwerk. In den Jahren 1928–1932 wurde vom Militärtopographischen Dienst der Roten Armee eine Eisenmarkierung in die Ziegel eingelassen. Gleichzeitig wurden zwei Pylone aus Stahlbeton hinzugefügt, deren vertikale Achse genau auf den von Tenner markierten Punkt zentriert war. Die ursprüngliche Sichtbarkeit des Standortes zu anderen Punkten ist verloren gegangen. Aber dank einer GPS-Messung konnte der Wert der Katerinowka-Felschtin-Basislinie ermittelt werden. Der berechnete Wert dieser Basislinie stimmt mit dem von Tenner ermittelten Wert überein und deutet auf die Authentizität des Katerinowka-Geländes hin. Im Jahr 2003 wurde vor dem Objekt ein Denkmal mit Erklärungen über die Rolle der Station aufgestellt. Gleichzeitig wurde um das Grundstück ein Areal in Dreiecksform ausgehoben.